# Rönnbergstjärnen, Lappland
Rönnbergstjärnen är en sjö i Dorotea kommun i Lappland och ingår i Ångermanälvens huvudavrinningsområde.